# Magno IV da Noruega
Magno IV, filho de Sigurdo (em norueguês: Magnus Sigurdsson; 1115 - 1139), também conhecido como Magno, o Cego (em norueguês: Magnus den Blinde) foi rei da Noruega de 1130 a 1135. Filho ilegítimo do rei Sigurdo I da Noruega, ele aceitou dividir o seu poder com Haroldo IV da Noruega, que fez ser reconhecido filho de Magno III da Noruega e duma irlandesa.
Vencido por Haroldo IV da Noruega, ele foi mutilado nas pernas, castrado, cegado e aprisionado em um mosteiro de Trondlag, em Nidarholm, uma pequena ilha. Magno IV casou-se em 1133 com Cristina, filha de Canuto Lavardo da Dinamarca.